# Màxim Alomar Josa
Màxim Alomar i Josa (Palma 21 de febrer de 1917 - Palma 21 de juny de 2008) va ser un militar i polític mallorquí.

## Militar
El 1936 entrà a l'Acadèmia Militar de Saragossa i combaté al costat dels nacionals en el desembarcament del capità Bayo a Porto Cristo. Encara durant la Guerra Civil fou destinat a Eivissa, Extremadura i participà en la presa de Madrid el 1939.
Entre 1969 i 1972 realitzà els cursos per accedir al grau de general. Passà a la reserva com a general de divisió el 1987.

## Polític
La seva carrera polític començà el 1955 quan fou nomenat tinent de batle de l'Ajuntament de Palma presidit per Joan Massanet, amb la responsabilitat de presidir la comissió de Govern i Policia fins a 1957.
Fou batle de Palma entre 1963 i 1969. Entre altres actuacions s'han de destacar l'aprovació del PGOU, l'impuls al polígon de Son Castelló, la construcció del Poble Espanyol, l'inici de la reforma de l'Hort del Rei i construí diversos grups escolars (Jafuda Cresques, Verge de Lluc, etc.).
El 1968 dimití per motius personals.
També va ser procurador en Corts pels municipis entre 1967-1968.
En la seva carrera militar, passà a la reserva activa com a general de divisió el 1987.